# Emanuel Schmolling

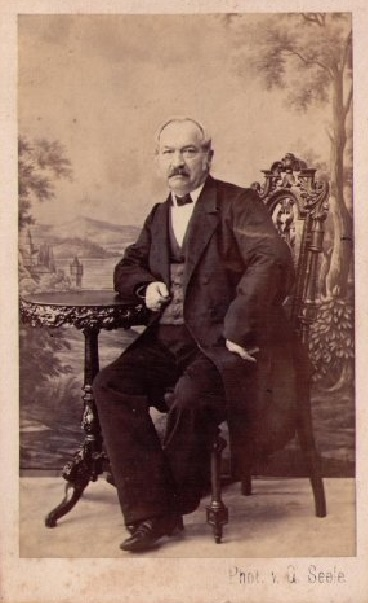
Emanuel Schmolling um 1864

Emanuel Schmolling (* 14. Dezember 1801 in Reppen; † 20. Januar 1871 in Landsberg an der Warthe) war Deichhauptmann im Warthebruch.

## Leben
Gottfried Emanuel Schmolling war der vierte Sohn des Reppener Ratskämmerers und Stadtkassen-Rendanten Christian Schmolling (1762–1838) und der Tuchmacherstochter Dorothea, geb. Schulze (1775–1856). Er wurde Geometer, Baukondukteur und 1840 königlicher Wasserbaumeister zu Küstrin, 1846 Deichinspektor zu Sonnenburg und 1858 Deichhauptmann zu Landsberg. Er verfasste eine Denkschrift über Meliorationen des Warthebruches und leitete den Bau der Oderbrücken bei Schwedt/Oder und Küstrin sowie der Strafanstalt in Sonnenburg.
Sein Sohn Ernst (* 1845) wurde Gymnasial-Professor am Marienstiftsgymnasium in Stettin und der Sohn Max (* 1849) Militärmediziner, zuletzt Oberstabsarzt in Posen. Der U-Boot-Kommandant Fritz Schmolling (* 1886) war als Sohn von Max sein Enkel.